# Vällen, Värmland
Vällen är en sjö i Eda kommun i Värmland och ingår i Göta älvs huvudavrinningsområde. Sjön är 9 meter djup, har en yta på 1,21 kvadratkilometer och befinner sig 123,1 meter över havet. Sjön avvattnas av vattendraget Vaggeälven (Kivilampälven).

## Delavrinningsområde
Vällen ingår i det delavrinningsområde (665577-131096) som SMHI kallar för Utloppet av Vällen. Medelhöjden är 202 meter över havet och ytan är 12,83 kvadratkilometer. Räknas de 13 avrinningsområdena uppströms in blir den ackumulerade arean 483,12 kvadratkilometer. Vaggeälven (Kivilampälven) som avvattnar avrinningsområdet har biflödesordning 3, vilket innebär att vattnet flödar genom totalt 3 vattendrag innan det når havet efter 314 kilometer. Avrinningsområdet består mestadels av skog (76 procent). Avrinningsområdet har 1,2 kvadratkilometer vattenytor vilket ger det en sjöprocent på 9,3 procent.